# Sint-Wivinakerk (Overwinden)

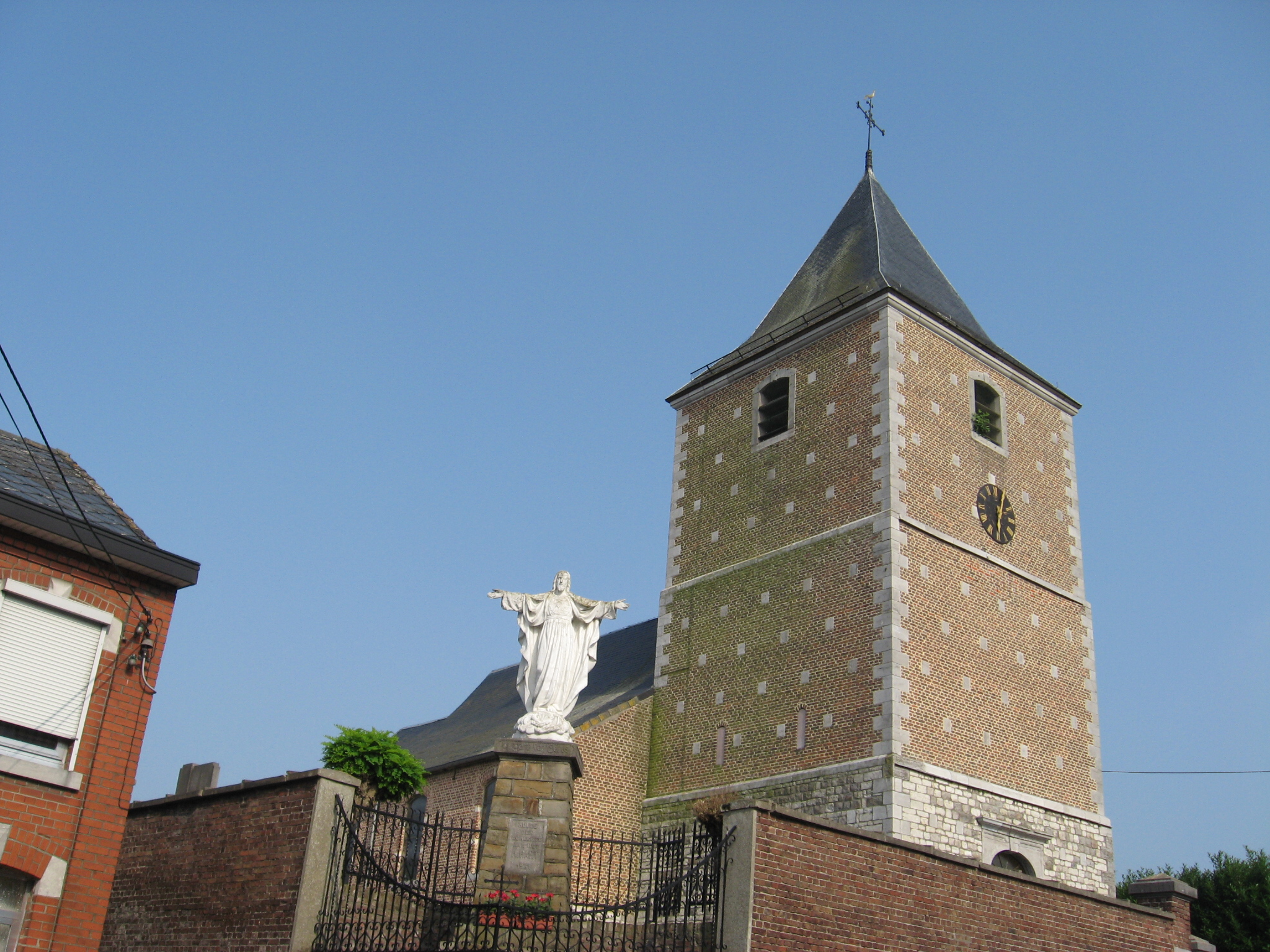
Sint-Wivinakerk

De Sint-Wivinakerk is de parochiekerk van de tot de Vlaams-Brabantse gemeente Landen behorende plaats Overwinden, gelegen aan de Torenstraat 4.

## Gebouw
Deze, vroeger aan Sint-Aldegondis gewijde, kerk heeft een 16e-eeuws laatgotisch koor, gebouwd in baksteen met speklagen van tufsteen. Het driebeukig kerkschip werd in de 17e eeuw gebouwd maar in de 18e eeuw werden de zijbeuken gewijzigd in classicistische zin en voorzien van steekboogvensters. De kerk heeft een voorgebouwde westtoren die van oorsprong gotisch is maar in de 18e eeuw voorzien van twee bakstenen geledingen. De benedenste geleding werd in zandsteen uitgevoerd met een schaakbordversiering in arduin.

## Interieur
De kerk bezit een drietal 17e-eeuwse beelden, en wel van Sint-Aldegondis, Sint-Rochus en Sint-Sebastiaan.